# Hoghton
Pour les articles homonymes, voir Hoghton (homonymie).
Hoghton est un village et une paroisse civile du Lancashire, en Angleterre.